# Sybra furtiva
Sybra furtiva là một loài bọ cánh cứng trong họ Cerambycidae.